# Campeonato Mundial de Fórmula 1 de 1956
A Temporada de Fórmula 1 de 1956 foi a sétima realizada pela FIA. Teve como campeão o argentino Juan Manuel Fangio, da Ferrari.
Nesta temporada ainda não era disputado o campeonato de construtores.

## Pilotos e Equipes

### 500 Milhas de Indianápolis
| Equipe                | Construtor   | Chassi(s)     | Motor              | Pneu(s) | Nº(s) | Piloto            | Corrida(s) | Nº(s) | Piloto Reserva | Corrida(s) |
| --------------------- | ------------ | ------------- | ------------------ | ------- | ----- | ----------------- | ---------- | ----- | -------------- | ---------- |
| Novi Racing           | Kurtis Kraft | 500F          | Novi L8 c 3.0      | F       | 29    | Paul Russo        | 3          |       |                |            |
| Shannon's             | Kurtis Kraft | 500A          | Offenhauser L4 4.5 | F       | 64    | Duke Dinsmore     | 3          |       |                |            |
| Bardahl               | Kurtis Kraft | 500B          | Offenhauser L4 4.5 | F       | 12    | Al Herman         | 3          |       |                |            |
| Pat Clancy            | Kurtis Kraft | 500B          | Offenhauser L4 4.5 | F       | 12    | Al Herman         | 3          |       |                |            |
| Ray Crawford          | Kurtis Kraft | 500B          | Offenhauser L4 4.5 | F       | 49    | Ray Crawford      | 3          |       |                |            |
| Travelon Trailer      | Kurtis Kraft | 500B          | Offenhauser L4 4.5 | F       | 54    | Jack Turner       | 3          |       |                |            |
| Ernest Ruiz           | Kurtis Kraft | 500B          | Offenhauser L4 4.5 | F       | 54    | Jack Turner       | 3          |       |                |            |
| Dunn Engineering      | Kurtis Kraft | 500B          | Offenhauser L4 4.5 | F       | 89    | Keith Andrews     | 3          |       |                |            |
| D-A Lubricants Racing | Kurtis Kraft | 500C          | Offenhauser L4 4.5 | F       | 1     | Bob Sweikert      | 3          |       |                |            |
| Jones & Maley Cars    | Kurtis Kraft | 500C          | Offenhauser L4 4.5 | F       | 4     | Sam Hanks         | 3          |       |                |            |
| H.A.Chapman           | Kurtis Kraft | 500C          | Offenhauser L4 4.5 | F       | 5     | Andy Linden       | 3          |       |                |            |
| Hoyt Machine          | Kurtis Kraft | 500C          | Offenhauser L4 4.5 | F       | 10    | Ed Elisian        | 3          |       |                |            |
| Hoyt Machine          | Kurtis Kraft | 500C          | Offenhauser L4 4.5 | F       | 10    | Eddie Russo       | 3          |       |                |            |
| Fred Sommer           | Kurtis Kraft | 500C          | Offenhauser L4 4.5 | F       | 10    | Ed Elisian        | 3          |       |                |            |
| Fred Sommer           | Kurtis Kraft | 500C          | Offenhauser L4 4.5 | F       | 10    | Eddie Russo       | 3          |       |                |            |
| Federal Engineering   | Kurtis Kraft | 500C          | Offenhauser L4 4.5 | F       | 14    | Bob Veith         | 3          |       |                |            |
| Federal Engineering   | Kurtis Kraft | 500C          | Offenhauser L4 4.5 | F       | 42    | Fred Agabashian   | 3          |       |                |            |
| Filter Queen          | Kurtis Kraft | 500C          | Offenhauser L4 4.5 | F       | 19    | Rodger Ward       | 3          |       |                |            |
| Ed Walsh              | Kurtis Kraft | 500C          | Offenhauser L4 4.5 | F       | 19    | Rodger Ward       | 3          |       |                |            |
| Lindsey Hopkins       | Kurtis Kraft | 500C          | Offenhauser L4 4.5 | F       | 24    | Jim Rathmann      | 3          |       |                |            |
| Trio Bass Foundry     | Kurtis Kraft | 500C          | Offenhauser L4 4.5 | F       | 34    | Johnnie Tolan     | 3          |       |                |            |
| Anderson              | Kurtis Kraft | 500C          | Offenhauser L4 4.5 | F       | 34    | Johnnie Tolan     | 3          |       |                |            |
| Mc Namara             | Kurtis Kraft | 500C          | Offenhauser L4 4.5 | F       | 73    | Dick Rathmann     | 3          |       |                |            |
| Kalamazoo Sports      | Kurtis Kraft | 500C          | Offenhauser L4 4.5 | F       | 73    | Dick Rathmann     | 3          |       |                |            |
| Belanger Motors       | Kurtis Kraft | 500C          | Offenhauser L4 4.5 | F       | 99    | Tony Bettenhausen | 3          |       |                |            |
| Ansted Rotary         | Kurtis Kraft | 500D          | Offenhauser L4 4.5 | F       | 7     | Pat O'Connor      | 3          |       |                |            |
| Sumar                 | Kurtis Kraft | 500D          | Offenhauser L4 4.5 | F       | 48    | Jimmy Daywalt     | 3          |       |                |            |
| Chapman Root          | Kurtis Kraft | 500D          | Offenhauser L4 4.5 | F       | 48    | Jimmy Daywalt     | 3          |       |                |            |
| Helse                 | Kurtis Kraft | 500D          | Offenhauser L4 4.5 | F       | 57    | Bob Christie      | 3          |       |                |            |
| H.H. Johnson          | Kurtis Kraft | 500D          | Offenhauser L4 4.5 | F       | 57    | Bob Christie      | 3          |       |                |            |
| Bowes Seal Fast       | Kurtis Kraft | 500E          | Offenhauser L4 4.5 | F       | 15    | Johnny Boyd       | 3          |       |                |            |
| Bignotti              | Kurtis Kraft | 500E          | Offenhauser L4 4.5 | F       | 15    | Johnny Boyd       | 3          |       |                |            |
| Sam Traylor Offy      | Kurtis Kraft | 4000          | Offenhauser L4 4.5 | F       | 55    | Al Keller         | 3          |       |                |            |
| Massaglia Hotels      | Lesovsky     | ??            | Offenhauser L4 4.5 | F       | 26    | Jimmy Reece       | 3          |       |                |            |
| Dean Van Lines        | Kuzma        | Indy Roadster | Offenhauser L4 4.5 | F       | 2     | Jimmy Bryan       | 3          |       |                |            |
| Greenman-Casale       | Kuzma        | Indy Roadster | Offenhauser L4 4.5 | F       | 41    | Billy Garrett     | 3          |       |                |            |
| Central Excavating    | Kuzma        | Indy Roadster | Offenhauser L4 4.5 | F       | 81    | Eddie Johnson     | 3          |       |                |            |
| Central Excavating    | Kuzma        | Indy Roadster | Offenhauser L4 4.5 | F       | 82    | Gene Hartley      | 3          |       |                |            |
| Pete Salemi           | Kuzma        | Indy Roadster | Offenhauser L4 4.5 | F       | 81    | Eddie Johnson     | 3          |       |                |            |
| Pete Salemi           | Kuzma        | Indy Roadster | Offenhauser L4 4.5 | F       | 82    | Gene Hartley      | 3          |       |                |            |
| Peter Schmidt         | Kuzma        | Indy Roadster | Offenhauser L4 4.5 | F       | 88    | Johnny Thomson    | 3          |       |                |            |
| J.C. Agajanian        | Kuzma        | Indy Roadster | Offenhauser L4 4.5 | F       | 98    | Johnnie Parsons   | 3          |       |                |            |
| Bob Estes             | Phillips     | ???           | Offenhauser L4 4.5 | F       | 16    | Don Freeland      | 3          |       |                |            |
| Jim Robbins           | Stevens      | ???           | Offenhauser L4 4.5 | F       | 27    | Cliff Griffith    | 3          |       |                |            |
| John Zink             | Watson       | Indy Roadster | Offenhauser L4 4.5 | F       | 8     | Pat Flaherty      | 3          |       |                |            |
| John Zink             | Kurtis Kraft | 500C          | Offenhauser L4 4.5 | F       | 53    | Troy Ruttman      | 3          |       |                |            |

### Demais etapas
| Equipe                    | Construtor    | Chassi(s)   | Motor                 | Pneu(s) | N°(s)                         | Piloto                   | Corrida(s)    | Nº(s) | Piloto Reserva          | Corida(s) |
| ------------------------- | ------------- | ----------- | --------------------- | ------- | ----------------------------- | ------------------------ | ------------- | ----- | ----------------------- | --------- |
| Emeryson Cars             | Emeryson Cars | Emeryson 56 | Alta GP L4 2.5        | D       | 32                            | Paul Emery               | 6             |       |                         |           |
| Gilby Engineering         | Maserati      | 250F        | Maserati 250F1 L6 2.5 | D       | 28/16/44                      | Roy Salvadori            | 6/7/8         |       |                         |           |
| Gould's Garage            | Maserati      | 250F        | Maserati 250F1 L6 2.5 | D       | 18/26/31/19                   | Horace Gould             | 2/4/6/7       |       |                         |           |
| Automobiles Bugatti       | Bugatti       | T251        | Bugatti L8 2.5        | E       | 28                            | Maurice Trintignant      | 5             |       |                         |           |
| Equipe Gordini            | Gordini       | T16         | Gordini 23 L6 2.5     | E       | 2                             | Robert Manzon            | 2             |       |                         |           |
| Equipe Gordini            | Gordini       | T16         | Gordini 23 L6 2.5     | E       | 6                             | / Hermano da Silva Ramos | 2             |       |                         |           |
| Equipe Gordini            | Gordini       | T16         | Gordini 23 L6 2.5     | E       | 34                            | André Pilette            | 5             |       |                         |           |
| Equipe Gordini            | Gordini       | T16         | Gordini 23 L6 2.5     | E       | 12                            | André Simon              | 8             |       |                         |           |
| Equipe Gordini            | Gordini       | T32         | Gordini 25 L8 2.5     | E       | 4                             | Élie Bayol               | 2             | 12    | João Rezende dos Santos | 8         |
| Equipe Gordini            | Gordini       | T32         | Gordini 25 L8 2.5     | E       | 4                             | André Pilette            | 2             |       |                         |           |
| Equipe Gordini            | Gordini       | T32         | Gordini 25 L8 2.5     | E       | 30/15/10 (etapas 7 e 8)       | Robert Manzon            | 5/6/7/8       |       |                         |           |
| Equipe Gordini            | Gordini       | T32         | Gordini 25 L8 2.5     | E       | 32/14/8                       | / Hermano da Silva Ramos | 5/6/8         |       |                         |           |
| Equipe Gordini            | Gordini       | T32         | Gordini 25 L8 2.5     | E       | 11                            | André Milhoux            | 7             |       |                         |           |
| Scuderia Ferrari          | Ferrari       | D50         | Ferrari DS50 V8 2.5   | E       | 30/20/2/10/1(etapas 6 e 7)/22 | Juan Manuel Fangio       | 1/2/4/5/6/7/8 |       |                         |           |
| Scuderia Ferrari          | Ferrari       | D50         | Ferrari DS50 V8 2.5   | E       | 32/22/4/12/3(etapas 6 e 7)/24 | Eugenio Castellotti      | 1/2/4/5/6/7/8 |       |                         |           |
| Scuderia Ferrari          | Ferrari       | D50         | Ferrari DS50 V8 2.5   | E       | 34/24/4/28                    | Luigi Musso              | 1/2/7/8       |       |                         |           |
| Scuderia Ferrari          | Ferrari       | D50         | Ferrari DS50 V8 2.5   | E       | 26/8/14/2(etpas 6 e 7)/26     | Peter Collins            | 2/4/5/6/7/8   |       |                         |           |
| Scuderia Ferrari          | Ferrari       | D50         | Ferrari DS50 V8 2.5   | E       | 6                             | Paul Frère               | 4             |       |                         |           |
| Scuderia Ferrari          | Ferrari       | D50         | Ferrari DS50 V8 2.5   | E       | 20                            | André Pilette            | 4             |       |                         |           |
| Scuderia Ferrari          | Ferrari       | D50         | Ferrari DS50 V8 2.5   | E       | 16/4/5/30                     | / Alfonso de Portago     | 5/6/7/8       |       |                         |           |
| Scuderia Ferrari          | Ferrari       | D50         | Ferrari DS50 V8 2.5   | E       | 44                            | Olivier Gendebien        | 5             |       |                         |           |
| Scuderia Ferrari          | Ferrari       | 555         | Ferrari DS50 V8 2.5   | E       | 38                            | Olivier Gendebien        | 1             |       |                         |           |
| Scuderia Ferrari          | Ferrari       | 555         | Ferrari 555 L4 2.5    | E       | 36                            | Peter Collins            | 1             |       |                         |           |
| A Uria                    | Maserati      | A6GCM       | Maserati 250F1 L6 2.5 | P       | 16                            | Óscar González           | 1             |       |                         |           |
| A Uria                    | Maserati      | A6GCM       | Maserati 250F1 L6 2.5 | P       | 16                            | Alberto Uria             | 1             |       |                         |           |
| Ecurie Rosier             | Maserati      | 250F        | Maserati 250F1 L6 2.5 | P       | 8/24/36/27/15                 | Louis Rosier             | 2/4/5/6/7     |       |                         |           |
| L Piotti                  | Maserati      | 250F        | Maserati 250F1 L6 2.5 | P       | 8/40                          | Luigi Piotti             | 1/8           |       |                         |           |
| L Piotti                  | Maserati      | 250F        | Maserati 250F1 L6 2.5 | P       | 38/11                         | Luigi Villoresi          | 5/6           |       |                         |           |
| Officine Alfieri Maserati | Maserati      | 250F        | Maserati 250F1 L6 2.5 | P       | 2/28/30/2/7(etapas 6 e 7)/36  | Stirling Moss            | 1/2/4/5/6/7/8 |       |                         |           |
| Officine Alfieri Maserati | Maserati      | 250F        | Maserati 250F1 L6 2.5 | P       | 4/30/32/4/8/6/32              | Jean Behra               | 1/2/4/5/6/7/8 |       |                         |           |
| Officine Alfieri Maserati | Maserati      | 250F        | Maserati 250F1 L6 2.5 | P       | 6                             | Carlos Menditeguy        | 1             |       |                         |           |
| Officine Alfieri Maserati | Maserati      | 250F        | Maserati 250F1 L6 2.5 | P       | 10                            | Gerino Gerini            | 1             |       |                         |           |
| Officine Alfieri Maserati | Maserati      | 250F        | Maserati 250F1 L6 2.5 | P       | 10                            | Chico Landi              | 1             |       |                         |           |
| Officine Alfieri Maserati | Maserati      | 250F        | Maserati 250F1 L6 2.5 | P       | 12                            | José Froilán González    | 1             |       |                         |           |
| Officine Alfieri Maserati | Maserati      | 250F        | Maserati 250F1 L6 2.5 | P       | 32/34/6/9                     | Cesare Perdisa           | 2/4/5/6       |       |                         |           |
| Officine Alfieri Maserati | Maserati      | 250F        | Maserati 250F1 L6 2.5 | P       | 36/40/10/20/38                | Francisco Godia-Sales    | 4/5/6/7/8     |       |                         |           |
| Officine Alfieri Maserati | Maserati      | 250F        | Maserati 250F1 L6 2.5 | P       | 8                             | Piero Taruffi            | 5             |       |                         |           |
| Officine Alfieri Maserati | Maserati      | 250F        | Maserati 250F1 L6 2.5 | P       | 8/46                          | Umberto Maglioli         | 7/8           |       |                         |           |
| Officine Alfieri Maserati | Maserati      | 250F        | Maserati 250F1 L6 2.5 | P       | 34                            | Jo Bonnier               | 8             |       |                         |           |
| Officine Alfieri Maserati | Maserati      | 250F        | Maserati 250F1 L6 2.5 | P       | 34                            | Luigi Villoresi          | 8             |       |                         |           |
| Scuderia Centro Sud       | Maserati      | 250F        | Maserati 250F1 L6 2.5 | P       | 22                            | Luigi Villoresi          | 4             |       |                         |           |
| Scuderia Centro Sud       | Maserati      | 250F        | Maserati 250F1 L6 2.5 | P       | 12                            | Harry Schell             | 7             |       |                         |           |
| Scuderia Centro Sud       | Maserati      | 250F        | Maserati 250F1 L6 2.5 | P       | 14                            | Emmanuel de Graffenried  | 8             |       |                         |           |
| Scuderia Centro Sud       | Ferrari       | 500         | Ferrari 500 L4 2.0    | P       | 14                            | Giorgio Scarlatti        | 7             |       |                         |           |
| Scuderia Guastalla        | Maserati      | 250F        | Maserati 250F1 L6 2.5 | P       | 12                            | Umberto Maglioli         | 6             |       |                         |           |
| Scuderia Guastalla        | Maserati      | 250F        | Maserati 250F1 L6 2.5 | P       | 17                            | Luigi Villoresi          | 7             |       |                         |           |
| Scuderia Guastalla        | Maserati      | 250F        | Maserati 250F1 L6 2.5 | P       | 42                            | Gerino Gerini            | 8             |       |                         |           |
| Vandervell Products Ltd   | Vanwall       | VW2         | Vanwall 254 L4 2.5    | P       | 14/12/17/20                   | Maurice Trintignant      | 2/4/6/8       |       |                         |           |
| Vandervell Products Ltd   | Vanwall       | VW2         | Vanwall 254 L4 2.5    | P       | 16/10/22/16/18                | Harry Schell             | 2/4/6/7       |       |                         |           |
| Vandervell Products Ltd   | Vanwall       | VW2         | Vanwall 254 L4 2.5    | P       | 24                            | Mike Hawthorn            | 5             |       |                         |           |
| Vandervell Products Ltd   | Vanwall       | VW2         | Vanwall 254 L4 2.5    | P       | 18                            | José Froilán González    | 6             |       |                         |           |
| Vandervell Products Ltd   | Vanwall       | VW2         | Vanwall 254 L4 2.5    | P       | 16                            | Piero Taruffi            | 8             |       |                         |           |
| Connaught Engineering     | Connaught     | B           | Alta GP L4 2.5        | P       | 19                            | Archie Scott-Brown       | 6             |       |                         |           |
| Connaught Engineering     | Connaught     | B           | Alta GP L4 2.5        | P       | 20                            | Desmond Titterington     | 6             |       |                         |           |
| Connaught Engineering     | Connaught     | B           | Alta GP L4 2.5        | P       | 21/6                          | Jack Fairman             | 6/8           |       |                         |           |
| Connaught Engineering     | Connaught     | B           | Alta GP L4 2.5        | P       | 4                             | Ron Flockhart            | 8             |       |                         |           |
| Connaught Engineering     | Connaught     | B           | Alta GP L4 2.5        | A       | 2                             | Les Leston               | 8             |       |                         |           |
| Owen Racing Organisation  | Maserati      | 250F        | Maserati 250F1 L6 2.5 | P       | 14                            | Mike Hawthorn            | 1             |       |                         |           |
| Owen Racing Organisation  | BRM           | P25         | BRM 255 L4 2.5        | D       | 23                            | Mike Hawthorn            | 6             |       |                         |           |
| Owen Racing Organisation  | BRM           | P25         | BRM 255 L4 2.5        | D       | 24                            | Tony Brooks              | 6             |       |                         |           |
| Owen Racing Organisation  | BRM           | P25         | BRM 255 L4 2.5        | D       | 25                            | Ron Flockhart            | 6             |       |                         |           |
| Equipes privadas          | Connaught     | B           | Alta GP L4 2.5        | P       | 38/28                         | Piero Scotti             | 4             |       |                         |           |
| Equipes privadas          | Cooper        | T23         | Bristol BS1 L6 2.0    | D       | 26                            | Bob Gerard               | 6             |       |                         |           |
| Equipes privadas          | Maserati      | 250F        | Maserati 250F1 L6 2.5 | P       | 42                            | André Simon              | 5             |       |                         |           |
| Equipes privadas          | Maserati      | 250F        | Maserati 250F1 L6 2.5 | D       | 29/21/48                      | Bruce Halford            | 6/7/8         |       |                         |           |
| Equipes privadas          | Maserati      | 250F        | Maserati 250F1 L6 2.5 | D       | 30                            | Jack Brabham             | 6             |       |                         |           |
| Equipes privadas          | Maserati      | A6GCM       | Maserati 250F1 L6 2.5 | P       | 22                            | Ottorino Volonterio      | 7             |       |                         |           |